# 요술공주 샐리
《요술공주 샐리》(일본어: 魔法使いサリー 마호쓰카이 사리[*], 영어: Sally the Witch)는 요코야마 미쓰테루의 만화 및 그를 원작으로 하는 애니메이션 작품이다.
대한민국에서는 1975년 TV 애니메이션의 경우, TBC《별나라 요술공주》라는 이름으로 한국어 더빙판을 방영했으며, 1988년에 KBS로 재방영하였다.

## 내용
마법의 나라에서 인간계로 온 초등학교 5학년의 소녀 마법사 세리(샐리)와 이를 모르는 학교 친구들간의 사랑과 우정을 그린 이야기

## 원작
- 〈魔法使いサニー(마법사 서니)>란 제목으로 1966년 ~ 1967년까지 슈에이샤의 순정만화 잡지《리본》에 연재되었다.
- 〈魔法使いサリー(마법사 세리)〉란 제목으로 애니메이션화되었으며, 애니메이션으로 만들어질 당시 서니(サニー,SUNNY)란 상표권을 가지고 있던 소니의 허가를 얻지 못해 샐리(サリー,SALLY)로 변경 방영된 것이다. 아울러 닛산 자동차에서 생산된 서니는 소니의 허가를 얻어 생산된 것이다.

## 에피소드 목록
원제 일어판(괄호 한국어판) 표기

### 1966년(1기)
- 1화, 12월 5일 : かわいい魔女がやってきた(귀여운 마녀가 찾아왔다)
- 2화, 12월 12일 : サリーのお留守番(샐리의 집지키기)
- 3화, 12월 19일 : サンタクロースがやってきた(산타클로스가 찾아왔다)
- 4화, 12월 26일 : すてきな学園(멋진 학원)

### 1967년(1기)
- 5화, 1월 2일 : 誘拐団は大あわて(유괴단은 허둥지둥)
- 6화, 1월 9일 : ウルトラ婆さん(울트라 할머니)
- 7화, 1월 16일 : こんにちは泥棒さん(안녕하세요 도둑님)
- 8화, 1월 23일 : 魔法のピクニック(마법의 피크닉)
- 9화, 1월 30일 : パパはお天気や(아빠는 기분이 좋아)
- 10화, 2월 6일 : あしたに夢を(내일에 꿈을)
- 11화, 2월 13일 : 涙くんはどこにいる(눈물 군은 어디 있어)
- 12화, 2월 20일 : 横丁の王子様(골목길의 왕자님)
- 13화, 2월 27일 : いじわるテスト(심술 궂은 테스트)
- 14화, 3월 6일 : 夢と幽霊(꿈과 유령)
- 15화, 3월 13일 : 魔法の地下鉄0号線(마법 지하철 0호선)
- 16화, 3월 20일 : やっかいな居候(성가신 식객)
- 17화, 3월 27일 : サリーと王女[3](샐리와 왕녀)
- 18화, 4월 3일 : パパはにせもの[4](아빠는 가짜)
- 19화, 4월 10일 : おてんばドライブ(말괄량이 드라이브)
- 20화, 4월 17일 : 日曜日のおくりもの(일요일의 선물)
- 21화, 4월 24일 : 大好きママ(무지 좋은 엄마)
- 22화, 5월 1일 : かわいいポピー(귀여운 포피)
- 23화, 5월 8일 : わんわん騒動(멍멍이 소동)
- 24화, 5월 15일 : 謎の幽霊館(수수께끼의 유령선)
- 25화, 5월 22일 : おじいちゃまの誕生日(할아버지 생일)
- 26화, 5월 29일 : 魔法の風船旅行(마법의 풍선여행)
- 27화, 6월 5일 : かわいい天使が降って来た(귀여운 천사가 내려왔다)
- 28화, 6월 12일 : 夢のバレリーナ(꿈의 발레리나)
- 29화, 6월 19일 : 失敗だらけ(실패 뿐)
- 30화, 6월 26일 : いたずら学校(심술 학교)
- 31화, 7월 3일 : 魔女のしあわせ(마녀의 행복)
- 32화, 7월 10일 : 海辺のサリー(해변의 샐리)
- 33화, 7월 17일 : サリーの花嫁さん(샐리의 신부)
- 34화, 7월 24일 : 海の宝物(바다의 보물)
- 35화, 7월 31일 : 幽霊少女(유령소녀)
- 36화, 8월 7일 : ライオンと握手(라이온과 박수)
- 37화, 8월 14일 : 東京マンガ通り(도쿄 만화거리)
- 38화, 8월 21일 : わんぱく大将(개구장이 대장)
- 39화, 8월 28일 : おかしな転校生(이상한 전학생)
- 40화, 9월 4일 : かぎっ子太郎(꼬맹이 타로)
- 41화, 9월 11일 : よっちゃんいぬになる(욧짱 개가 되다)
- 42화, 9월 18일 : 魔法のうらない(마법의 주문)
- 43화, 9월 25일 : こまった生徒(곤란한 학생)
- 44화, 10월 2일 : 魔法を見ちゃった!(마법을 봐버렸어!)
- 45화, 10월 9일 : ラクガキパレード(낙서 퍼레이드)
- 46화, 10월 16일 : 見えないバッジ(보이지 않는 베지)
- 47화, 10월 23일 : 魔女になりたい(마녀가 되고 싶어)
- 48화, 10월 30일 : サリーのピンチ(샐리의 위기)
- 49화, 11월 6일 : サーカスの少女(서커스 소녀)
- 50화, 11월 13일 : まごころのかけ橋(진심 어린 무지개 다리)
- 51화, 11월 20일 : おかあちゃんの匂い(어머니의 향기)
- 52화, 11월 27일 : がんばれサリー(힘내라 샐리)
- 53화, 12월 4일 : 給食の王様(급식의 임금님)
- 54화, 12월 11일 : ミスター雪だるま(미스터 눈사람)
- 55화, 12월 18일 : 友情のクリスマス(우정의 크리스마스)
- 56화, 12월 25일 : もちつき騒動(보름달 소동)

### 1968년(1기)
- 57화, 1월 1일 : 魔法のわんぱく三人組(마법의 개구쟁이 3인조)
- 58화, 1월 8일 : 点取虫よさようなら(점수벌레여 안녕)
- 59화, 1월 15일 : 冬山のできごと(겨울 산에서 일어난 일)
- 60화, 1월 22일 : ポニーの花園(포니의 화원)
- 61화, 1월 29일 : 北風の子(북풍의 아이)
- 62화, 2월 5일 : サリーのふるさと(샐리의 고향)
- 63화, 2월 12일 : 青い目のお友だち(푸른 눈의 친구들)
- 64화, 2월 19일 : 魔法のスケッチブック(마법의 스케치북)
- 65화, 2월 26일 : お兄さんはどこに(오빠는 어디에)
- 66화, 3월 4일 : 老犬と少女(늙은 개와 소녀)
- 67화, 3월 11일 : いたずら大作戦(심술 대작전)
- 68화, 3월 18일 : サリー大いにいかる(샐리 크게 화내다)
- 69화, 3월 25일 : 魔法のエイプリルフール(마법의 만우절)
- 70화, 4월 1일 : みんなバラバラ(모두들 뿔뿔이)
- 71화, 4월 8일 : 先生の花嫁さん(선생님의 신부)
- 72화, 4월 15일 : 魔法の国の裁判(마법의 나라의 재판)
- 73화, 4월 22일 : サリーの休日(샐리의 휴일)
- 74화, 4월 29일 : 鯉のぼりとカシワモチ(잉어 드림과 떡갈나무 찹쌀떡
- 75화, 5월 6일 : 子ぐまのプータン(작은 곰의 부탄)
- 76화, 5월 13일 : ポロロン天使(포로롱 천사)
- 77화, 5월 20일 : 小さな魔法使い(작은 마법사)
- 78화, 5월 27일 : 魔法の学園祭(마법의 학원제)
- 79화, 6월 3일 : ミニミニ奥さま(미니미니 부인)
- 80화, 6월 10일 : あした天気になーれ(내일은 맑아져라)
- 81화, 6월 17일 : サリーのカメラマン(샐리의 카메라맨)
- 82화, 6월 24일 : おしゃれメガネ(멋쟁이 안경)
- 83화, 7월 1일 : 涙の宝石(눈물의 보석)
- 84화, 7월 8일 : みにくい人形(주한 인형)
- 85화, 7월 15일 : 日曜学校(일요일 학교)
- 86화, 7월 22일 : シンデレラ姫は誰か(신데렐라 공주는 누구인가)
- 87화, 7월 29일 : 愛のつばさ(사랑의 날개)
- 88화, 8월 5일 : 遊び場をかえせ(놀이터를 돌려줘)
- 89화, 8월 12일 : バンザイ! キャンプファイヤー(만세! 캠프파이어)
- 90화, 8월 19일 : 金魚と風鈴(금붕어와 풍경)
- 91화, 8월 26일 : 別れの記念樹(작별의 기념수)
- 92화, 9월 2일 : 秘密の宝もの(비밀의 보물)
- 93화, 9월 9일 : 消えたサリー(사라진 샐리)
- 94화, 9월 16일 : いたずらっ子(심술쟁이)
- 95화, 9월 23일 : 走れデゴイチ(달려라 데고이치)
- 96화, 9월 30일 : ちびっ子大騒動(꼬마 대소동)
- 97화, 10월 7일 : 歩きだした大仏さま(걸어나가는 대부처님)
- 98화, 10월 14일 : バンザイ! オリンピック(만세! 올림픽)
- 99화, 10월 21일 : サリーのかぐや姫(샐리의 카구야 공주)
- 100화, 10월 28일 : ほらふき和尚さん(허풍선이 카즈나오 씨)
- 101화, 11월 4일 : 地上最大のいたずら(지상 최대의 장난)
- 102화, 11월 11일 : ものすごいお婆さん(굉장한 할머니)
- 103화, 11월 18일 : 負けるな! 三人娘(지지 마라 3명의 아가씨)
- 104화, 11월 25일 : サリーのお手伝いさん(샐리의 조수)
- 105화, 12월 2일 : 最後の魔術師(최후의 마술사)
- 106화, 12월 9일 : あこがれの舞妓さん(동경하는 기생님)
- 107화, 12월 16일 : 吹雪に立つ少女(눈바람에 맞서는 소녀)
- 108화, 12월 23일 : ポロンの子守唄(포론의 자장가)
- 109화, 12월 30일 : さよならサリー(안녕 샐리)

### 1989년(2기)
- 1화, 10월 9일 : はじめましてあたし夢野サリーです(처음 뵙겠습니다 저는 유메노 샐리입니다)
- 2화, 10월 16일 : おしゃまなポロンの大騒動!?(되바라진 포론의 대소동!?)
- 3화, 10월 23일 : 家出した隣の太ったお嬢さま!?(가출한 이웃의 살찐 아가씨!?)
- 4화, 10월 30일 : 大好き5年3組!(너무 좋아 5학년 3반!)
- 5화, 11월 6일 : 行かないで! すみれちゃん(스미레가지 말아줘!)
- 6화, 11월 13일 : ごめんなさい、サリーお姉ちゃん(미안해요 샐리 언니)
- 7화, 11월 20일 : パパ、たすけて!!(아빠, 구해줘)
- 8화, 11월 27일 : 黒い天使カレン(검은 천사 카렌)
- 9화, 12월 4일 : 夢見るピンクのクジラさん(꿈꾸는 분홍 고래씨)
- 10화, 12월 11일 : さびしがり屋のお坊ちゃま(부끄럼쟁이 도련님)
- 11화, 12월 18일 : サンタが街にやって来た!?(산타가 마을에 찾아왔다)

### 1990년(2기)
- 12화, 1월 8일 : 雪の動物園(눈 내리는 동물원)
- 13화, 1월 15일 : 失われた宝もの(잃어버린 보물)
- 14화, 1월 22일 : パパとおじいちゃまの大ゲンカ(아빠와 아저씨의 큰 다툼)
- 15화, 1월 29일 : カブはピカピカの一年生!(카브는 빛나는 1학년!)
- 16화, 2월 5일 : おばさまの素敵な指輪(할머니의 굉장하는 지론)
- 17화, 2월 12일 : ポロンの初恋(포론의 첫사람)
- 18화, 2월 19일 : 落ちてきた星の王子さま(떨어져 내린 별의 왕자님)
- 19화, 2월 26일 : お母さんの花園(어머니의 화원)
- 20화, 3월 5일 : 子馬物語・少女の涙と小さな命の誕生(조랑말 이야기: 소녀의 눈물과 작은 생명의 탄생)
- 21화, 3월 12일 : 憎しみの呪文を唱えて悪魔の娘再び!(중오의 주문을 외우는 악마의 딸 또다시!)
- 22화, 3월 19일 : 少女の肖像画に隠された二十年前の秘密(소녀의 초상화에 숨겨진 20년전의 비밀)
- 23화, 4월 9일 : サリーは人間じゃない!! 魔法テスト騒動(샐리는 인간이 아니야!! 마법 테스트 소동)
- 24화, 4월 23일 : 花の妖精界・ポロンはやんちゃなお姫さま(꽃의 요정계 포론은 개구쟁이 공주님)
- 25화, 5월 7일 : 二千年の眠りから目覚めた魔女の呪い!(20년의 잠에서 깬 마녀의 저주)
- 26화, 5월 14일 : 幽霊? 吸血鬼? 夜毎に森が泣いている!(유령? 흡혈귀? 밤바다에 숲이 서 있어!)
- 27화, 5월 21일 : サリーの危機! 失われたタクトの魔力!!(샐리의 위기! 잃어버린 지휘봉의 마력!!)
- 28화, 5월 28일 : 星にねがいを! 夜空に舞う白鳥の湖!!(별에게 소원을! 밤하늘에 춤추는 백조의 호수!!)
- 29화, 6월 4일 : 輝けスピカ! 今、愛のタクトが蘇える!!(빛나라 스피카! 지금 사랑의 지휘봉이 되살아난다!!)
- 30화, 6월 11일 : 奇跡の魔力パワー! 人間になったネコ!?(기적의 마력 파워! 인간이 된 고양이)
- 31화, 6월 18일 : カブが御主人さま!? 妖精スズメの恩返し(카브가 주인님!? 요정 스즈메의 은혜 갚기)
- 32화, 6월 25일 : 友情を信じて! 夢の国からSOS通信!!(우정을 믿어! 꿈나라에서 SOS 통신)
- 33화, 7월 2일 : 妖精からの贈り物!? 二十四時間の不思議(요정에게서 온 선물!? 24시간의 불가사의)
- 34화, 7월 9일 : 天気もビックリよし子の初恋タイフーン(날씨도 딱 좋아 요시코의 첫사랑 타이푼)
- 35화, 7월 16일 : カブは星の王子様? 空飛ぶ馬車の星物語(카브는 별의 왕자님? 하늘을 나는 마차의 별 이야기)
- 36화, 7월 23일 : 夏の思い出白いイルカと人魚姫サリー(여름의 추억 새하얀 돌고래와 인어공주 샐리)
- 37화, 7월 30일 : 私を助けて! 小さくなったサリーの悲鳴(나를 구해줘! 작아진 샐리의 비명)
- 38화, 8월 6일 : ダブダブは天使! ステキな騎士の物語!!(더브 더브는 천사! 멋진 기사의 이야기!!)
- 39화, 8월 20일 : 変身初体験! サリーがゴルフの先生に?!(변신 첫 경험! 샐리가 골프의 선생님으로!?)
- 40화, 8월 27일 : 麦わら帽子と角砂糖? 大泥棒は宇宙人!(밀짚모자와 각사탕? 대도둑은 우주인)
- 41화, 9월 3일 : 失った記憶を求めて魔界の王子登場!(잃어버린 기억을 찾아서 마계의 왕자 등장)
- 42화, 9월 10일 : ウサギがくれた二百年過去の時間旅行!!(토끼가 준 200년 과거의 시간여행)
- 43화, 9월 17일 : 魔法に願いを込めて! 涙と友情のかけ橋(마법에 소원을 담아! 눈물과 우정의 무지개 다리)
- 44화, 10월 15일 : 愛が欲しい! 氷の国の王女セレネの叫び(사랑이 하고 싶어! 얼음의 나라의 왕녀 세레네의 아침)
- 45화, 10월 22일 : 夢を咲かせて! 海を越えた少女たちの誓い(꿈을 피워라! 바다를 넘어온 소녀들의 맹세)
- 46화, 10월 29일 : どこにあるの? 妖精クレヨンの小さな秋(어디 있는 거야? 요정 크레용의 작은 가을)
- 47화, 11월 5일 : 戻ってポロン! テレビは夢のオモチャ箱(돌아온 포론! TV는 꿈의 장난감 상자)
- 48화, 11월 12일 : 泣かないでカブ! 金と銀の国からSOS(울지마 카브! 금과 은의 나라에서 온 SOS)
- 49화, 11월 19일 : イベールは冬の真心朝日に輝く雪の結晶(이벨은 겨울의 진심 아침에 빛나는 눈이 결정)
- 50화, 11월 26일 : 恋のロマンス! 魔法辞典で未来を変えて(사랑의 로맨스! 마법 사전로 미래를 넘어서)
- 51화, 12월 3일 : 月夜にシルエット! 女怪盗サリーが走る(달밤에 실루엣! 여괴도 샐리가 달리다)
- 52화, 12월 10일 : 星空のかなた思い出を彗星にのせて!!(별하늘에 저 너머에 추억을 혜성에 담아!!)
- 53화, 12월 17일 : 青空を切り取って! ママの思い出を胸に(푸른 하늘을 도려내라! 엄마의 추억을 가슴에)

### 1991년(2기)
- 54화, 1월 7일 : 禁断の果実! 引き裂かれた母娘の悲劇!!(금단의 과실! 찢겨져 나간 모녀의 비극!!)
- 55화, 1월 14일 : サリーの初恋月の砂漠に消えた王子!!(샐리의 첫사랑 달의 사막에 사라진 왕자!!)
- 56화, 1월 21일 : 天使の約束! 少女とアライグマの愛再び(천사의 약속! 소녀와 너구리의 사랑 또 다시)
- 57화, 1월 28일 : 時間よ止まれ! 夕陽にかすむ友情ゴール(시간이여 멈추어라! 석양에 희미해진 우정 골)
- 58화, 2월 4일 : 大好き!! おじいちゃんは現役の魔法使い(너무 좋아!! 아저씨는 현역 마법사)
- 59화, 2월 11일 : ダブダブの祈り! 天使の羽よ消えないで(더브더브의 기도!! 천사의 날개여 없어지지 말아다오)
- 60화, 2월 18일 : サリーが結婚!? ガラスの靴に隠れた秘密(샐리가 결혼? 유리구두에 숨겨진 비밀)
- 61화, 2월 25일 : すれ違う思いやり! 春を呼ぶひと滴の涙(엇갈린 배려! 봄을 부르는 물 한방울의 눈물)
- 62화, 3월 4일 : 走れ虹列車! ゆかいな光泥棒がふたり!?(달려라 무지개 열차! 유쾌한 빛 도둑이 두명이나!?)
- 63화, 3월 11일 : 青い海の冒険! ナイトはイルカに乗って(푸른 바다의 모험! 기사는 돌고래를 타고)
- 64화, 3월 18일 : すみれの初恋! 春風はバイオリンの調べ(스미레의 첫사랑! 봄바람은 바이올린의 선율)
- 65화, 3월 25일 : 少年の心に虹を! アイリスは希望の女神(소년의 마음에 무지개를! 아이리스는 희망의 여신)
- 66화, 4월 8일 : ポロンが家出!? 涙いっぱいの魔法幼稚園(프론이 가출!? 눈물이 가득한 마법 유치원)
- 67화, 4월 15일 : 時を越えた少年! 父の想い出をもとめて(시간을 넘어온 소년! 아버지의 추억을 쫓아서)
- 68화, 4월 22일 : さよならの前に! 少女の心に届く海景色(작별인사르 앞에 두고! 소녀의 마음에 닿는 바다 풍경)
- 69화, 4월 29일 : 人間界は大混乱!? いたずら大好き天邪鬼(인간계는 대혼란!? 장난을 좋아하는 대악귀)
- 70화, 5월 13일 : 夢の中! おてんばシェリーがやって来た(꿈 안에서! 말괄량이 세리가 찾아왔다)
- 71화, 5월 20일 : 微笑よ今日は! 天使になりたかった少女(오늘은 미소 짓자! 천사가 되고 싶었던 소녀)
- 72화, 5월 27일 : スター誕生! 愛のスポットライトを求め(스타 탄생! 사랑의 스포트라이트를 원하며)
- 73화, 6월 3일 : 僕に触れないで! 心が読める悲しい少年(나에게 닿지 말아줘! 마음을 볼 수있는 슬픈 소년)
- 74화, 6월 10일 : サリーの魔法が消えた! 聖なる森の儀式(샐리의 마법이 사라졌다! 성스러운 숲의 의식)
- 75화, 6월 17일 : もう一度少女の下へ! 捨て犬ボギーの涙(또 다시 소녀의 곁으로! 주워진 개 보기의 눈물)
- 76화, 6월 24일 : おねがい教えて!! 私のパパは裏切り者!?(부탁이야 알려줘!! 내 아버지는 배신자였어!?)
- 77화, 7월 1일 : 愛と哀しみの別離! 捨てられた妖精パピ(사랑과 슬픔의 별거! 주워진 요정 파피)
- 78화, 7월 8일 : 光と水の伝説! 妖精パピ命をかけた魔法(빛과 물의 전설! 요정 파피 목숨을 건 마법)
- 79화, 7월 15일 : 先生が大好き! 天馬にたくすカブの初恋(선생님 너무 좋아! 텐마에게 맡겨진 가브의 첫사랑)
- 80화, 7월 22일 : すみれのピンチ! がんばれ友情リレー!!(스미레의 위기! 힘내라 우정 릴레이!!)
- 81화, 8월 5일 : サリーの家がない! 夏の夜のミステリー(샐리의 집이 없어! 여름 날 밤의 미스터리)
- 82화, 8월 12일 : ダブダブは用心棒!? 天才猫バロンを救え(더브더브는 경호원!? 천재고양이 바론을 구해라)
- 83화, 8월 19일 : 幼き夢よ永遠に! 天女が街へやって来た(어렸을 적 꿈이여 영원히! 천녀가 마을에 찾아왔다)
- 84화, 8월 26일 : ぬいぐるみの恋!? パパとママ青春の日々(봉제인형의 사랑!? 아빠와 엄마 청춘의 나날)
- 85화, 9월 2일 : 星に誓う勇気! カブの涙は王子への試練(별에 맹세한 용기! 카브의 눈물은 왕자를 향한 시련)
- 86화, 9월 9일 : サヨナラの予感! 少女達は青い鳥を求め(작별의 예감! 소녀들은 푸른 새를 찾아서)
- 87화, 9월 16일 : わかれの時! 乙女座に祈るサリーの決意(작별의 시간! 소녀자리에 비는 샐리의 결의)
- 88화, 9월 23일 : サリー最後の魔法! 星に誓う永遠の友情(샐리 최후의 마법! 별에 맹세한 영원한 우정)

### SP
- 1화, 1990년 1월 1일 : 魔女になったよし子ちゃん(마녀가 된 요시코)
- 2화, 1990년 12월 24일 : 母の愛は永遠に!オーロラの谷にこだまする悲しみの魔女の叫び!(어머니의 사랑은 영원히! 오로라의 계곡에 메아리 치는 슬픔의 마녀의 외침!)

## 주제가
- 오프닝곡 : 마법사 샐리
- 엔딩곡 : 신비로운 샐리, 리틀 프린세스
- 작사 : 야마모토 키요시, 시라미네 미츠코
- 작곡 : 코바야시 아세이, 이노우에 요시마사, 코사카 아키코
- 노래 : 아사카와 히로코